# محسن رضازاده قراقلو
محسن رضازاده قراقلو یکی از بازداشت شدگان خیزش سراسری ایران در سال ۱۴۰۱ است. او در تهران بازداشت شده و توسط دادگاه انقلاب تهران شعبه ۲۶ به محاربه متهم و به اعدام محکوم شده است.

## اتهام‌ها و دادگاه
او توسط دادگاه انقلاب به محاربه محکوم شده است. در دادگاه‌های برگزار شده او به وکیل مورد نظر خود دسترسی نداشته است و اصول دادرسی عادلانه در مورد وی اعمال نشده است.
با توجه به اتهام محاربه، او در صورت محکوم شدن، احتمال روبه‌رو شدن با حکم اعدام را دارد.